# Alsodes cantillanensis
Az Alsodes cantillanensis a kétéltűek (Amphibia) osztályának békák (Anura) rendjébe és az Alsodidae családba tartozó faj.

## Nevének eredete
A faj nevét felfedezésének helyéről, az Altos de Cantillana hegységről kapta.

## Előfordulása
Az Alsodes cantillanensis Chile endemikus faja. Az ország Santiago nagyvárosi régiójában (Región Metropolitana de Santiago) fordul elő Nothofagus macrocarpa erdőkben

## Megjelenése
A hímek mérete elérheti a 45,9 mm-t. Fejének szélessége 1,24-szer nagyobb, mint hossza. Pofája oldalnézetben enyhén tömpe. Orrlyukai felfelé és oldalirányban nyílnak.

## Természetvédelmi helyzete
A vörös lista a súlyosan veszélyeztetett fajok között tartja nyilván. A faj megtalálható a San Juan de Piche Nature Sanctuary magánkézben lévő természervédelmi területen, amely a populáció 51-60%-ának ad otthont.